# Lusheng Liange
Lushang Liange (xinès simplificat: 芦笙恋歌, pinyin: Lúshēng Liàngē, literalment Cançó d'amor de Lusheng) és una pel·lícula xinesa dirigida per Yu Yanfu i produïda el 1957 per l'estudi de cinema de Changchun. Juntament amb Wu duo Jinhua i Bing shan shang de laike, la pel·lícula és un exemple del cinema xinés de l'època centrat en les minories del país, on els personatges són representats d'una manera simpàtica i folklòrica, i l'amor és una part central de la trama, alhora que es posa de relleu l'opressió que els pobles havien patit pel sistema feudal. La pel·lícula narra una història protagonitzada per membres del poble Lahu.